# Коле Ђаконе (Перуђа)
Коле Ђаконе је насеље у Италији у округу Перуђа, региону Умбрија.
Према процени из 2011. у насељу је живело 72 становника. Насеље се налази на надморској висини од 925 м.